# Edvard Hagerup Bull (tonsättare)
Edvard Hagerup Bull, född 10 juni 1922 i Bergen, död 15 mars 2012, var en norsk tonsättare, ofta förknippad med nutida musik.
Bull var utbildad vid konservatoriet i Oslo, under Darius Milhaud, Jean Rivier och Olivier Messiaen  vid Pariskonservatoriet (1948-1953) samt bedrev diplomstudier under Charles Koechlin och Boris Blacher vid musikhögskolan i Berlin.
Han skrev två operor, trettio orkesterverk och kammarmusik. Hans tredje trumpetkonsert, Rhapsody in Rags är tillägnad Ole Edvard Antonsen. Bland andra verk märks flöjtkvartetten Ad usum amicorum och Pastorale og Perpetuum mobile.
Bull var sonson till stortingsledamoten och finansministern Edvard Hagerup Bull och släkt med Edvard Grieg.